# Flabellinopsis iodinea
Flabellinopsis iodinea (J.G.Cooper, 1863) è un mollusco nudibranchio, unica specie nota del genere Flabellinopsis e  della famiglia Flabellinopsidae.

## Descrizione
Corpo violaceo, rinofori rossi, cerata arancio, molto evidenti.

## Biologia
Si nutre in modo esclusivo dell'idrozoo Eudendrium racemosum.